# Георги Калканджиев
Георги Тодоров Калканджиев е български революционер, деец на Вътрешната македоно-одринска революционна организация.

## Биография
Георги Калканджиев е роден в 1863 година в Малко Търново. Негов брат е полковник Петър Калканджиев. През 1903 година участва в Илинденско-Преображенското въстание.
При избухването на Балканската война в 1912 година е доброволец в Македоно-одринското опълчение и служи във Втора рота на Лозенградската партизанска дружина под командването на Стоян Петров.